# Iceweasel
Iceweasel foi um navegador web para a Internet de código aberto exclusivamente destinado às distribuições Linux baseadas no Debian. Ele era idêntico ao Mozilla Firefox, que não podia ser distribuído juntamente com o Debian por ter a marca e o ícone patenteados pela Fundação Mozilla, uma vez que o conteúdo distribuído com o Debian deve ser totalmente livre. O nome foi proposto por oposição ao significado da palavra Firefox (literalmente, "raposa de fogo", um dos nomes do panda vermelho). "Iceweasel" significa literalmente "doninha de gelo".
Os problemas legais foram resolvidos em fevereiro de 2016. Com isso, o Firefox voltou a ser distribuído no Debian.

## Diferenças em relação ao Firefox
Diferentemente do Firefox, o Iceweasel contém somente softwares livres por definição. Por causa disso:
- Foram trocadas as figuras proprietárias por figuras livres;
- Foi removido o sistema de relato de bugs e falhas;
- Agora é usado o serviço de busca de plugins livres.

Além disso, foram também adicionadas algumas novas funções de privacidade, como por exemplo:
- Proteção contra imagens de dimensão zero que tentam criar novos cookies;
- Advertência contra redirecionamento de URLs.
- Suporta o protocolo FTP para visualização de arquivos e pastas.